# Cinetótrofo
Un cinetótrofo o recolector cinético es un organismo hipotético que usaría energía cinética para producir moléculas complejas como el Adenosín trifosfato (ATP). Los cinetotrofos podían obtener su energía de numerosas fuentes como el viento, las mareas o las corrientes; esto les permitiría habitar lugares con mínima luz para la fotosíntesis. Los cinetotrofos podrían descender de los quimiotrofos y se ha planteado la hipótesis de que toman la forma de ciliados sedentarios y organismos parecidos a cañas.
No se conocen cinetótrofos en la Tierra, probablemente porque el proceso es menos eficiente que otras fuentes de energía como la luz o los productos químicos. Sin embargo, se han observado sistemas transductores similares en algunos organismos. Por ejemplo, algunos peces poseen un órgano de línea lateral, que utiliza cilios para convertir el movimiento del líquido en señales eléctricas.

## Mecanismos
La mecánica teórica que permitiría el cinetotrofismo varía ampliamente. Una vía propuesta por Dirk Schulze-Makuch y Louis N. Irwin implica proteínas con forma de palanca que serían movidas por el flujo de fluido. Cuando están dentro de un canal de proteínas con proteínas similares a cilios que podrían actuar como protectores del canal, las palancas podrían permitir que moléculas específicas entren o salgan de la célula. Aprovechando el efecto Gibbs-Donnan, se podría hacer que los iones de sodio ingresen a la célula y alimenten un transportador de hidrógeno similar a los de las mitocondrias, permitiendo así que se sinteticen moléculas que almacenan energía, como el ATP. Este mecanismo actuaría como una batería; por tanto, para sintetizar moléculas complejas sólo se necesitaría tiempo suficiente y un flujo de fluido del orden de milímetros por segundo.
Otro mecanismo para obtener energía a partir de la cinética sería una estructura similar a un resorte. Las corrientes o mareas de fluidos podrían ejercer presión sobre las estructuras de los cilios, doblándolas y creando energía de tracción. Cuando la presión disminuya, esa tensión se liberará y podría crear energía utilizable.

## Hábitat

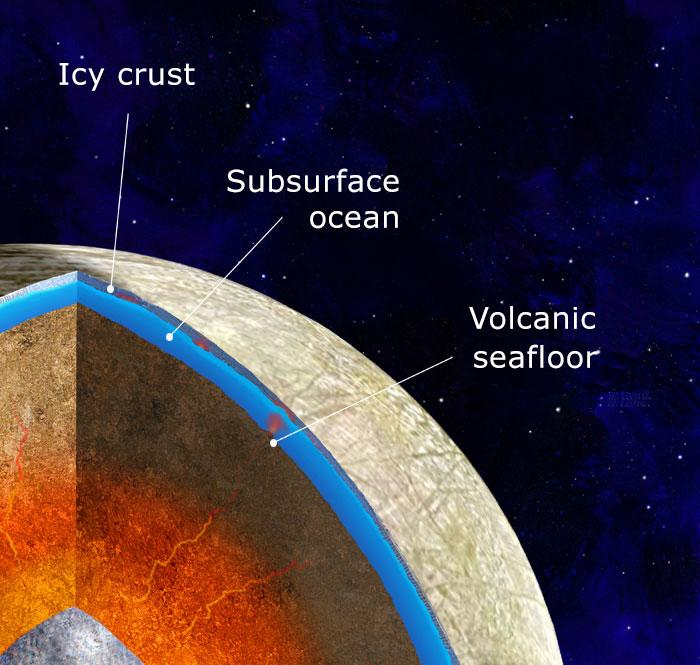
Los cinetotrofos podrían prosperar bajo la capa de hielo de Europa o en el fondo marino volcánico de la Luna.

Se ha propuesto que podrían existir cinetotrofos debajo de la capa de hielo de la luna joviana Europa. Estos organismos podrían adherirse a la parte inferior de la capa de hielo o a sustratos en el fondo del océano. La energía cinética que estos organismos aprovecharían podría ser proporcionada por células de convección, donde las corrientes se crean por las variaciones de temperatura del fluido a lo largo de la columna de agua.